# Chiesa di Campanile
La chiesa di Campanile o pieve di Campanile e di Fabriago è un luogo di culto cattolico e si trova nella località Campanile della frazione di Santa Maria di Fabriago del comune di Lugo, in provincia di Ravenna. Intitolata alla Natività di Maria, la chiesa è documentata sin dal X secolo.

## Storia

### Il territorio
La pieve ha una storia molto antica: la prima citazione risale al 957, quando fu indicata nella massa (le massae erano l'unione di più fondi agricoli) di Centum Lisinia, nome con il quale fu citata fino al 1215 (da un documento coevo che la cita tra le chiese di appartenenza alla diocesi di Imola), che poi diventerà pieve di Centumlicinio. Fu quindi una delle prime costruzioni cristiane edificate fuori dai centri abitati nel primo millennio, che poi diventarono le «pievi rurali» cioè le nuove amministrazioni civili-religiose in sostituzione di quelle civili romane (la parola "pieve" ha la stessa radice di "popolo": plebs). La pieve di Campanile fu al centro di un plebato molto esteso, popolato e ricco, citato anche come Castrum Fabrici, ma le alluvioni dei primi secoli dopo il Mille, con gli straripamenti del fiume Santerno, trasformarono il territorio in zona paludosa ed inospitale. I suoi abitanti, che persero tutto, dovettero sottomettersi alla giurisdizione di Lugo.
Alcuni documenti risalenti al 1271 la citano come Plebatu Fabrigi in collegamento con il castrum novum Fabrici documentato dal 1151. Alla metà del XV secolo gli Este di Ferrara acquistarono tutta la zona. Il territorio della pieve venne bonificato ridonandogli una nuova prosperità.

### La chiesa
Erano originariamente due le chiese di epoca alto medioevale nella zona, entrambe andate distrutte o gravemente danneggiate dalle esondazioni del fiume Santerno. Solo una sopravvisse, quella dedicata alla Natività della Madonna. Fu costruita a tre navate, ma dovette subire diverse modifiche fino alla riedificazione del XVI secolo a navata unica, forma che poi mantenne.

Secondo una ricerca effettuata dall'arciprete Giuseppe Ferruzzi nel 1935, la prima chiesa (dimensioni ca. 25 x 13,5 metri), aveva l'abside a forma ottagonale con pilastri birostrati. Una ricerca sul campanile ha evidenziato la presenza, ad una profondità di 1,5 m, di una corona di monofore, una pianta quadrata sulla torre cilindrica e il ritrovamento di un laterizio avente il bollo FAESONIA. Le ricerche effettuate sul territorio hanno rilevato la presenza di un edificio religioso di piccole dimensioni in stile romanico con un oculo a fianco della canonica (perduto intorno agli anni '50 del XIX secolo) e un pozzo, che è composto di conci di pietra arenaria circolari fino al livello dell'acqua mentre la parte in profondità è costituita sempre di pietra arenaria, ma posta a corone circolari. Residui archeologici attribuibili ai primi secoli dopo il Mille testimoniano il ripetersi di frequenti alluvioni nonché di variazioni del livello del territorio.

## Descrizione

### Il campanile
Il luogo mantiene intatto il bellissimo campanile cilindrico di tipo ravennate che lo caratterizza, e che dà il nome alla località. La torre, che sorge su una base quadrata di epoca romana, probabilmente risale all'VIII secolo: è uno dei più antichi campanili dell'intero territorio italiano. Il manufatto presenta sulla parte inferiore cinque piccole finestre romaniche che proseguono sui piani superiori quattro ordini di aperture disposte a ventaglio, diventando bifore, poi trifore alleggerendo in questo modo la struttura e portando luce all'interno. Il campanile è stato restaurato nel 1915 dalla Sovrintendenza della Provincia di Ravenna, con il reimpiego di materiale antico: sia marmo rosso di Verona, sia travertino e laterizi di età romana.